# Дурсун
«Дурсун» — радянський художній фільм 1940 року, знятий режисером Євгеном Івановим-Барковим на Ашхабадській кіностудії.

## Сюжет
Молода колгоспниця Дурсун (Ніна Алісова) придумала новий спосіб збирання бавовни, що підвищує продуктивність учетверо. Її чоловікові, пастуху Нурі (Алти Карлієв), здається, що слава дружини затуляє його досягнення. Після бурхливої сварки він виганяє Дурсун з дому. На комсомольських зборах молодь засуджує поведінку Нурі. Усвідомивши свою помилку, Нурі мириться з Дурсун. У кінних змаганнях на звання кращого джигіта Нурі завойовує перше місце, а Дурсун отримує запрошення в Москву на з'їзд передовиків сільського господарства.

## У ролях
- Ніна Алісова — Дурсун
- Алти Карлієв — Нурі, джигіт
- Кулькіши Кульмурадов — Ашир
- Марія Горічева — Огуль Герек
- Аман Кульмамедов — Арслан
- Ата Дурдиєв — Непес
- Сарри Карриєв — Чари
- Марта Алещенко — Аман Бібі
- А. Ветрова — Гозель
- К. Атаджанов — Бахши

## Знімальна група
- Режисер — Євген Іванов-Барков
- Сценаристи — Михайло Вітухновський, Зіновія Маркіна
- Оператор — Борис Муратовський
- Композитор — Григорій Лобачов
- Художник — Є. Конвалевський